# Garnisonssjukhuset i Karlsborg
Garnisonssjukhuset i Karlsborg var ett militärsjukhus inom svenska armén som verkade i olika former åren 1878–1960. Sjukhuset var beläget i Karlsborgs fästning i Karlsborgs garnison, Karlsborg.

## Historik
Garnisonssjukhuset i Karlsborg tillkom 1878. Sjukhuset, som består av en ekonomibyggnad samt två paviljonger och en obduktionsbyggnad, har renoverats flera gånger. Garnisonssjukhuset avvecklades den 31 december 1960 och är sedan dess övergivet och stängt. Garnisonssjukhuset låg i direkt anslutning till fästningen på Sjukhusvägen.

## Chefsläkare
- 1878–1937: ???
- 1937–1946: Knut Bernhard Fernstedt [3]
- 1946–1960: Carl Gustaf Arne Manhem [4]

## Namn, beteckning och förläggningsort
| Militärsjukhuset i Karlsborg   | 1878-??-?? | – | 1936-12-31 |
| Garnisonssjukhuset i Karlsborg | 1937-01-01 | – | 1960-12-31 |

| GSKar | 1937-01-01 | – | 1960-12-31 |

| Karlsborgs garnison (F) | 1878-??-?? | – | 1960-12-31 |